# Okręg Śląski Zjednoczenia Kurkowych Bractw Strzeleckich RP
Okręg Śląski Zjednoczenia KBS RP jest aktualnie jednym z 9 Okręgów ZKBS RP obejmujących teren Dolnego i Górnego Śląska na ziemiach polskich.

## Historia
Historycznie początków tego okręgu upatrywać można w powołaniu w roku 1849 Górnośląskiego Związku Strzeleckiego (Oberschlesischer Schutzenbund), ale właściwy Okręg Śląski Bractw Kurkowych powołał do życia II Zjazd Delegatów Zjednoczenia Bractw Strzeleckich Zachodnich Ziem Polski obradujący w Poznaniu od 30 sierpnia do 4 września 1924 r. W roku 1939 członkami Okręgu Śląskiego Zjednoczenia Bractw Strzeleckich Rzeczypospolitej Polskiej było 7 bractw kurkowych.

## Odrodzenie
Pierwsze powojenne zebranie założycielskie mające na celu powołanie Okręgu Śląskiego ZKBS RP, odbyło się 9 września 1994 r. w Rudzie Śląskiej. Bractwu Kurkowemu Miasta Ruda Śląska, które było gospodarzem tego spotkania hetmanił wówczas - dr inż. Henryk Kunik. W spotkaniu udział wzięli :
- Z Bractwa Bytomskiego - Ireneusz Dobrowolski, mgr inż. Aleksander Steinhoff, Stanisław Dobrowolski
- Z Bractwa Pszczyńskiego – Władysław Frydel, Bolesław Staniak
- Z Bractwa Kurkowego Miasta Ruda Śląska – dr inż. Henryk Kunik, Leszek Procki
- Z Kurkowego Bractwa Strzeleckiego w Żorach – mgr Janusz Koper.

Zebrani zaproponowali na siedzibę Okręgu Śląskiego miasto Bytom i postanowili dokonać czynności organizacyjnych niezbędnych do formalnego powołania Okręgu.
Po sporządzeniu wymaganych statutem ZKBS RP dokumentów zwołano w Rudzie Śląskiej zebranie na którym 19 kwietnia 1995 r. spotkały się zarządy bractw Bytomia, Rudy Śląskiej, Pszczyny, Żor i Wrocławia, by po 56-letniej przerwie powołać do życia Okręg Śląski ZKBS RP. Wybrano wówczas władze Okręgu na których czele stanął Hetman Bractwa Kurkowego Grodu Bytomskiego – Ireneusz Dobrowolski.
Krajowy Zjazd Delegatów Zjednoczenia KBS RP, obradujący w dniach 29-30 kwietnia 1995 r. w Starogardzie Gdańskim dokonał zatwierdzenia uchwał i składu władz Okręgu Śląskiego Zjednoczenia Kurkowych Bractw Strzeleckich RP.
W skład Okręgu Śląskiego ZKBS RP wchodzą:
- 1. Bractwo Kurkowe Grodu Bytomskiego w Bytomiu
- 2. Kurkowe Bractwo Strzeleckie Miasta Ruda Śląska
- 3. Kurkowe Bractwo Strzeleckie w Pszczynie
- 4. Bractwo Kurkowe Miasta Wrocławia we Wrocławiu
- 5. Kurkowe Bractwo Strzeleckie w Żorach
- 6. Bractwo Kurkowe Miasta Rybnika w Rybniku
- 7. Bractwo Kurkowe Miasta Tarnowskie Góry w Tarnowskich Górach
- 8. Bractwo Kurkowe "Husarz" we Wrocławiu
- 9. Bractwo Kurkowe Grodu Jelcz-Laskowice
- 10. Raciborskie Kurkowe Bractwo Strzeleckie w Raciborzu
- 11. Kurkowe Bractwo Strzeleckie w Mikołowie
- 12. Kurkowe Bractwo Strzeleckie w Nysie
- 13. Bractwo Strzeleckie w Głogówku